# Skënderbeu-Stadion
Das Skënderbeu-Stadion (albanisch Stadiumi Skënderbeu) ist ein Fußballstadion mit Leichtathletikanlage in der albanischen Stadt Korça. Es hat eine Kapazität von 12.000 Zuschauern.  Das Stadion ist die Heimat des Fußballclubs KF Skënderbeu Korça.
2016 war es eines von zwei Stadien in Albanien, die über eine Kunststoffbahn für die Leichtathletik verfügten.

## Geschichte
Ein ursprünglicher Bau wurde im Jahr 1957 mit Steinen der Kirche Shën Gjergj errichtet. Benannt wurde das Stadion nach dem Verein KF Skënderbeu Korça. Das Stadion wurde mehrmals renoviert. Zuletzt wurde es im Jahr 2011 vom heutigen Präsidenten Agim Zeqo und anderen Sponsoren grundlegend erneuert und zählt jetzt zu den modernsten Stadien des Landes.
Das erste Länderspiel in diesem Stadion fand am 15. November 2011 statt. Das erste internationale Spiel für den KF Skënderbeu Korça war am 13. Juli 2011 das Spiel gegen den Meister aus Zypern, APOEL Nikosia (0:2). Vereinzelt wurden internationale Spiele aber auch in Tirana – so am 6. August 2013 gegen Schachtjor Qaraghandy – und nach der Eröffnung der Elbasan Arena im Herbst 2014 auch in Elbasan ausgetragen.